# マウント・バーニー国立公園
マウント・バーニー国立公園（Mount Barney National Park）はオーストラリア・クイーンズランド州にある国立公園の一つ。ブリスベンから南西へ90kmの地点に位置する。1994年にユネスコの世界遺産・オーストラリアのゴンドワナ多雨林群（自然遺産）に拡大登録された。

## 概要

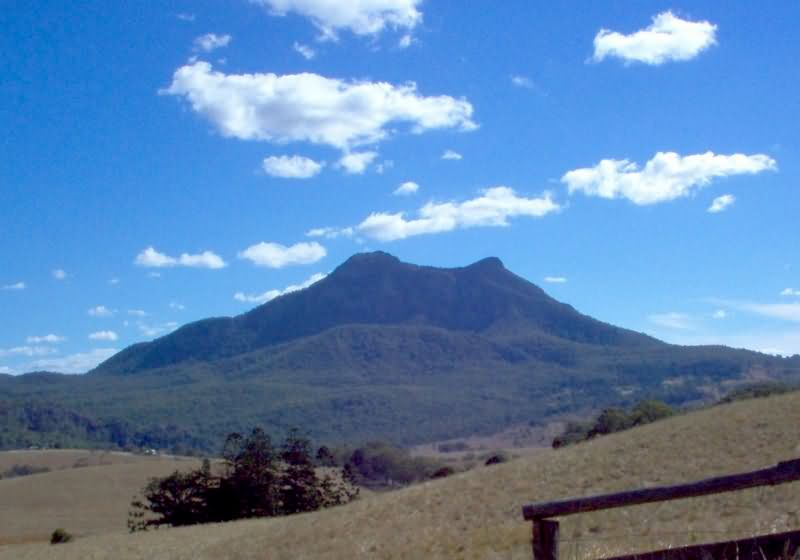
マルーン山

公園はバーニー山の2つの山頂に代表され、その他固有の植物など興味深い見所がある。多くの山や深い谷、洞窟、岩の池、森林を抱える、公園にはバーニー山の他にもバロウ山、アーネスト山、マルーン山、メイ山など多くの山がある。1980年にはマウント・リンジー国立公園を併合した。なお旧マウント・リンジー国立公園にあるリンジー山は一般の立ち入りが禁止されている。
公園内は野鳥が多く、誰でも鳥の鳴き声を聞くことができる。またカモノハシなども公園内に住んでいる。
公園内でのハイキングは、険しい道のりにもかかわらず非常に人気がある。キャンプは限られているが一部の許可されたエリアで、許可を得ることにより可能である。ただし、カーキャンプは国立公園内ではできない。
この山岳地帯の最初の登山者はキャプテン・パトリック・ローガンとアラン・カニンガム、チャールズ・フレーザーで1828年のことだった。